# L'occhio di gatto
L'occhio di gatto (titolo originale The Cat's Eye) è un romanzo poliziesco del 1923 dello scrittore inglese Richard Austin Freeman. È il sesto romanzo della serie che ha per protagonista l'investigatore scientifico dottor John Thorndyke.

## Trama
L'avvocato Robert Anstey, mentre rientra a casa una sera nel quartiere di Hampstead, si imbatte in una donna vittima di aggressione da parte di uno sconosciuto che, dopo averla accoltellata, si dilegua nell'oscurità. La donna, Winifred Blake, è una pittrice che era andata a fare visita al noto collezionista Andrew Drayton, che è stato sorpreso nel suo studio da qualcuno che lo ha ucciso con un colpo di pistola, ed è stata ferita mentre inseguiva l'assassino. La collezione di Drayton non comprendeva pezzi di particolare valore, e sembra che l'unico oggetto rubato sia un pendente con incastonata una pietra semipreziosa del tipo "occhio di gatto" (una varietà di crisoberillo). Il fratello del defunto, il noto penalista Sir Lawrence Drayton, incarica delle indagini il dottor Thorndyke, esperto medico legale e collega e amico di Anstey. Thorndyke inizia il suo lavoro rilevando le tracce di almeno due uomini presenti sul luogo dell'omicidio, ma riscontra delle anomalie nelle impronte digitali lasciate sulle vetrine forzate dai ladri. Una serie di successivi attentati alla vita della signorina Blake porteranno il dottore a concludere che il movente del delitto sia qualcosa di diverso da un semplice furto.

## Personaggi principali
- Andrew Drayton - collezionista
- Sir Lawrence Drayton - suo fratello, avvocato
- Mrs. Benham - sua governante
- Winifred Blake - artista
- Percy Blake - suo fratello
- Oscar Halliburton - un individuo misterioso
- Mr. Brodribb - avvocato
- Arthur Blake - proprietario di Beuchamp Blake
- Meyer - suo segretario
- Miller - Sovrintendente di Scotland Yard
- Dottor John Thorndyke - professore di medicina legale
- Polton - suo assistente di laboratorio
- Robert Anstey - avvocato e amico di Thorndyke

## Critica
"Un libro posteriore che ha qualche collegamento con L'impronta scarlatta è L'occhio di gatto (1923). Il romanzo sembra piuttosto privo di ispirazione. Combina una trama poliziesca facilmente indovinabile, idee prese da L'impronta scarlatta, alcuni elementi thriller del tipo 'damigella in pericolo' e una laboriosa storia su un tesoro nascosto."

## Edizioni
- Richard Austin Freeman, L'occhio di gatto, traduzione di Mauro Boncompagni, I Classici del Giallo, n.1411, Milano, Mondadori, 2018, ISSN 0009-8426 (WC · ACNP).